# Juré (Loire)
Juré é uma comuna francesa na região administrativa de Auvérnia-Ródano-Alpes, no departamento de Loire. Estende-se por uma área de 12,07 km². Em 2010 a comuna tinha 253 habitantes (densidade: 21 hab./km²).